# Franz von Habermann

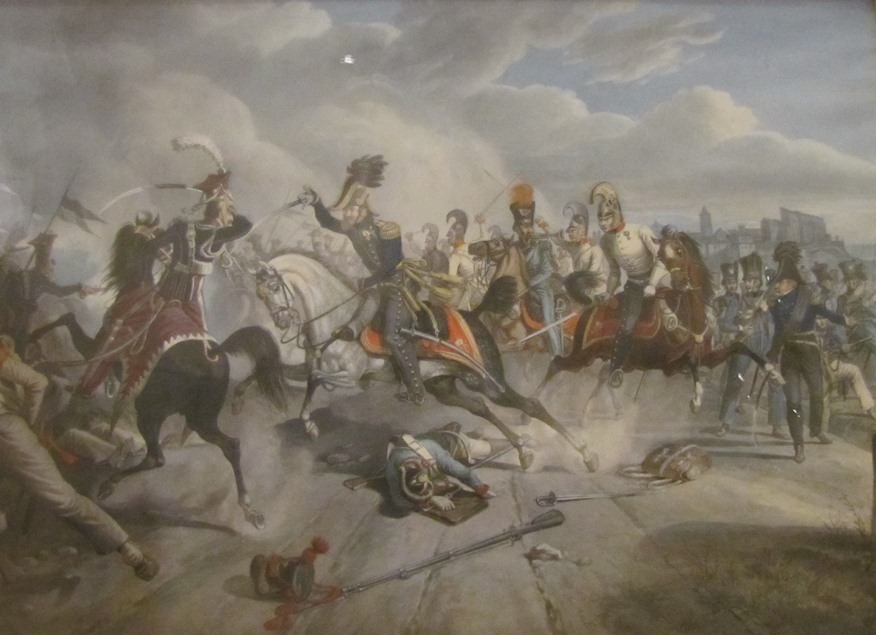
Der Überfall von Cesenatico, 1823.

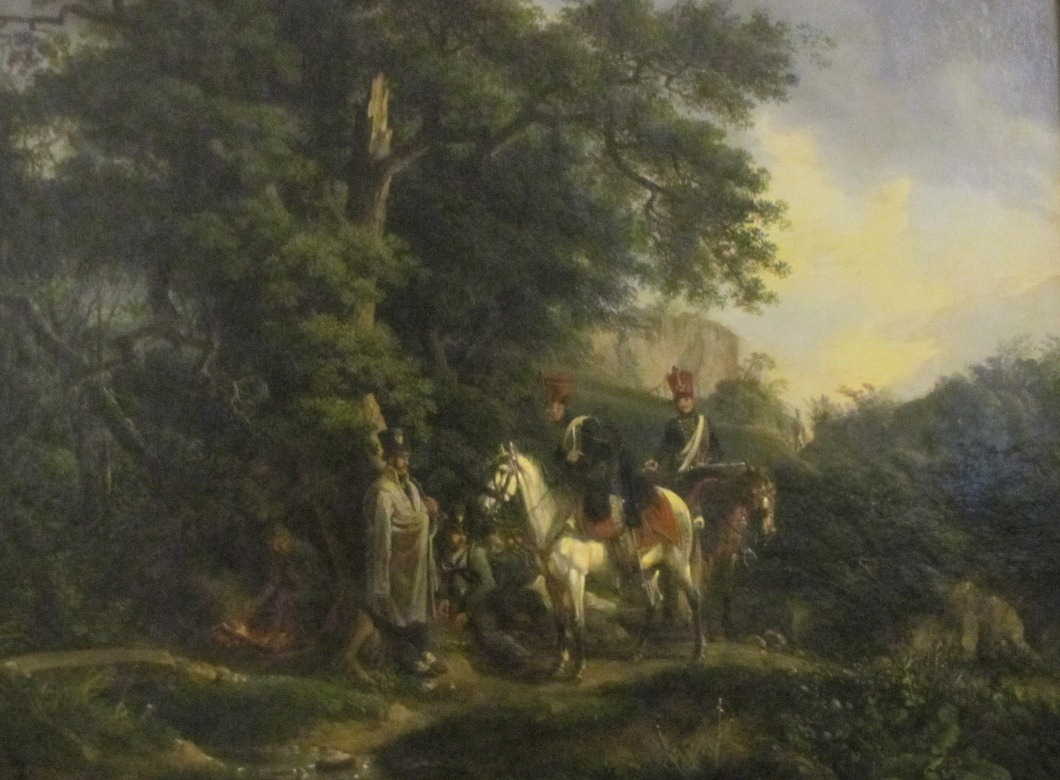
Jägerfeldwache und Husarenpatrouille, 1822.

Franz Edler von Habermann (* 17. Dezember 1788 in Prag; † 2. März 1866 in Wien) war ein österreichischer Beamter und Schlachtenmaler.

## Leben
Franz von Habermann war k.k. Ministerialrat, also hoher Beamter der Habsburgermonarchie. Das Allgemeine Lexikon der Bildenden Künstler bezeichnet ihn als „Dilettant“ im Sinne von Autodidakt und Amateurkünstler. Dennoch wurde er 1835 zum Akademischen Rat an der Akademie der bildenden Künste in Wien ernannt und seine Gemälde unter anderem in der Berliner Akademie der Künste gezeigt. Weiters wurden zahlreiche Gemälde von der Hand Habermanns, vor allem jene aus der Zeit der Koalitionskriege, in Lithografien und Aquatintablättern vervielfältigt, unter anderem vom Verlag Trentsensky und von Anton Pucherna.

## Werke (Auszug)
- Jägerfeldwache und Husarenpatrouille. 1822, Öl auf Leinwand, ca. 48 × 60 cm, Heeresgeschichtliches Museum, Wien
- Der Überfall von Cesenatico. 1823, Gouache, ca. 80 × 57 cm, Heeresgeschichtliches Museum, Wien